# Brunnen (Maisons-Laffitte)

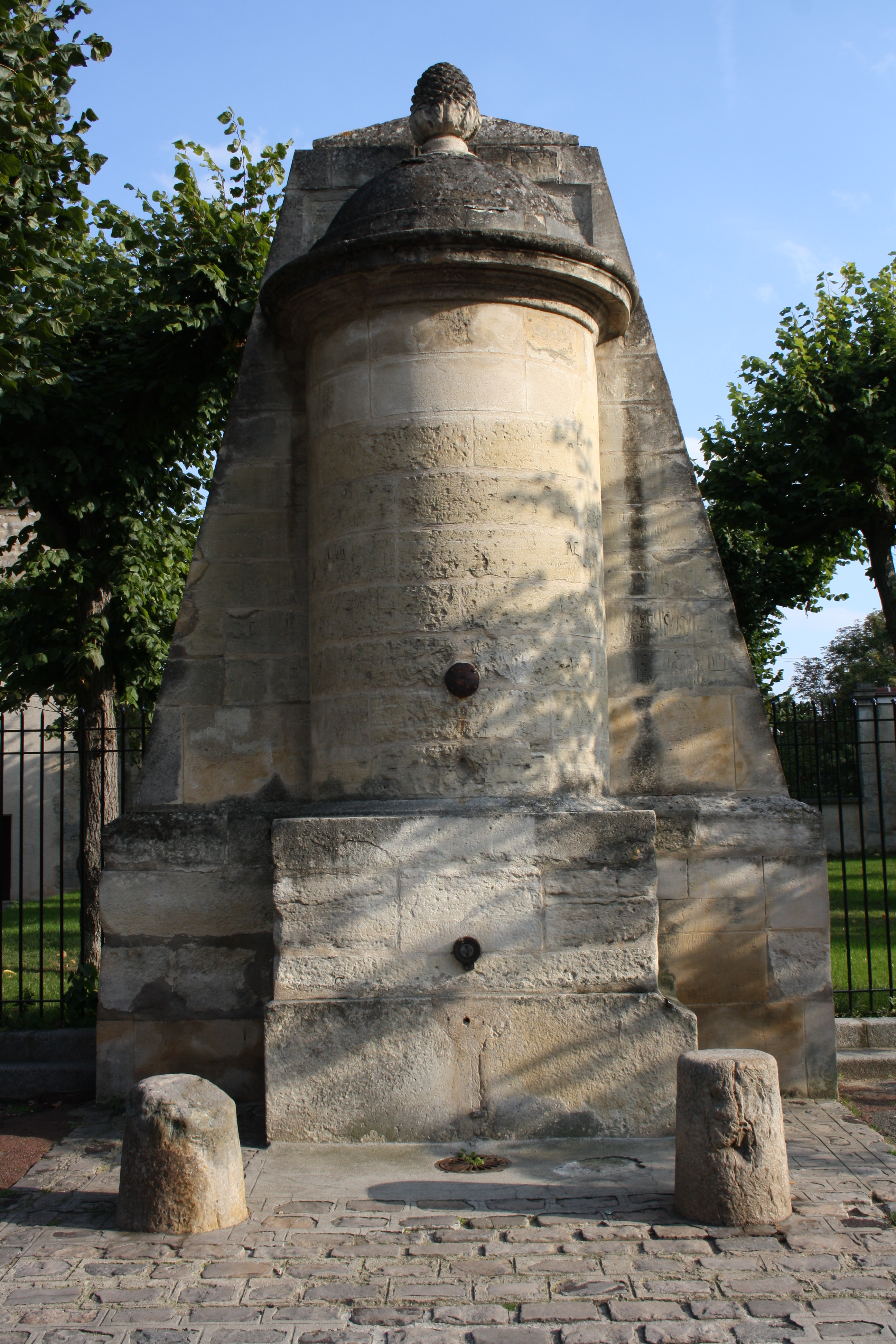
Brunnen in Maisons-Laffitte

Der Brunnen in Maisons-Laffitte, einer französischen Stadt im Département Yvelines der Region Île-de-France, wurde um 1780 errichtet. Der Brunnen an der Place de la Vieille-Église Nr. 6, an der Friedhofsmauer gelegen, ist seit 1933 als Monument historique geschützt.
Der Brunnen im Stil Louis-seize ist aus Kalksteinquadern errichtet und mit einer Kuppel, die von einer Zirbelnuss bekrönt wird, abgeschlossen.